# Stephanie Holthus
Stephanie Jeanine Holthus (Hoffman Estates, 25 agosto 1992) è una pallavolista statunitense.
Gioca nel ruolo di schiacciatrice nel Club de Regatas Lima.

## Carriera
La carriera di Stephanie Holthus inizia a livello giovanile con la formazione del Club Fusion Volleyball, mentre parallelamente gioca anche per la Central High School; nel 2010 entra a far parte delle selezioni giovanili statunitensi, vincendo la medaglia d'oro al campionato nordamericano Under-20 e partecipando un anno dopo al campionato mondiale juniores.
Terminate le scuole superiori entra a far parte della squadra di pallavolo femminile della Northwestern University, giocando così nella Division I NCAA dal 2010 al 2013. Nella stagione 2014 fa il suo esordio nella pallavolo professionistica, giocando nella Liga Superior portoricana: da gennaio a marzo veste la maglia delle Lancheras de Cataño, per poi terminare il campionato con le Mets de Guaynabo.
Nel gennaio 2015 firma a stagione in corso col Club de Regatas Lima, club militante nella Liga Nacional Superior peruviana.

## Palmarès

### Nazionale (competizioni minori)
- Campionato nordamericano Under-20 2010

### Premi individuali
- 2012 - All-America Third Team